# Ferraz de Vasconcelos
Ferraz de Vasconcelos (AFI: [feˈʁaz dʒi vaskõˈsɛlus])  é um município brasileiro do estado de São Paulo, localizado no Alto Tietê. É formado pela sede e pelos distritos de Santa Margarida Paulista e Santo Antônio Paulista.
Ferraz de Vasconcelos é um dos 39 municípios da Grande São Paulo, pertence a região do Alto Tietê que contempla dez municípios, contando com uma densidade demográfica elevada e com alto índice de desenvolvimento humano - IDH. Sua altitude em relação ao mar situa-se entre 759 e 760 metros. Quando a cidade ainda era pertencente de terras particulares, já eram cultivadas uvas Itália na cidade. Atualmente restaram poucos produtores que abastecem o comércio local, apesar de ser o primeiro município produtor da uva Itália no Brasil.

## História
A história de Ferraz de Vasconcelos começa com a passagem de tropeiros pela cidade, que na época pertencia ao município de Mogi das Cruzes. Eles levavam alimentos, lenhas e carvão da região para São Paulo e outros vinham da capital do Império. Eles faziam este caminho que passava pelo bairro do Lajeado, em Guaianases, no extremo leste da capital paulista. Daí surge o vilarejo, originado da parada destes tropeiros à beira de um córrego, que foi sendo represado e passou a ser conhecido como Tanquinho.
Foram determinantes para o povoamento do município a construção da fábrica de lixas Gotthard Kaesemodel, que produz colas, lixas e papéis com a marca "Tatu", e possui uma filial que funciona há mais de 80 anos no mesmo local. Foi por causa desta fábrica que foi construída a então Parada da Vila Romanópolis que começou a ser povoada, e se tornou bairro, depois da construção da estação de Trem na década de 1920.

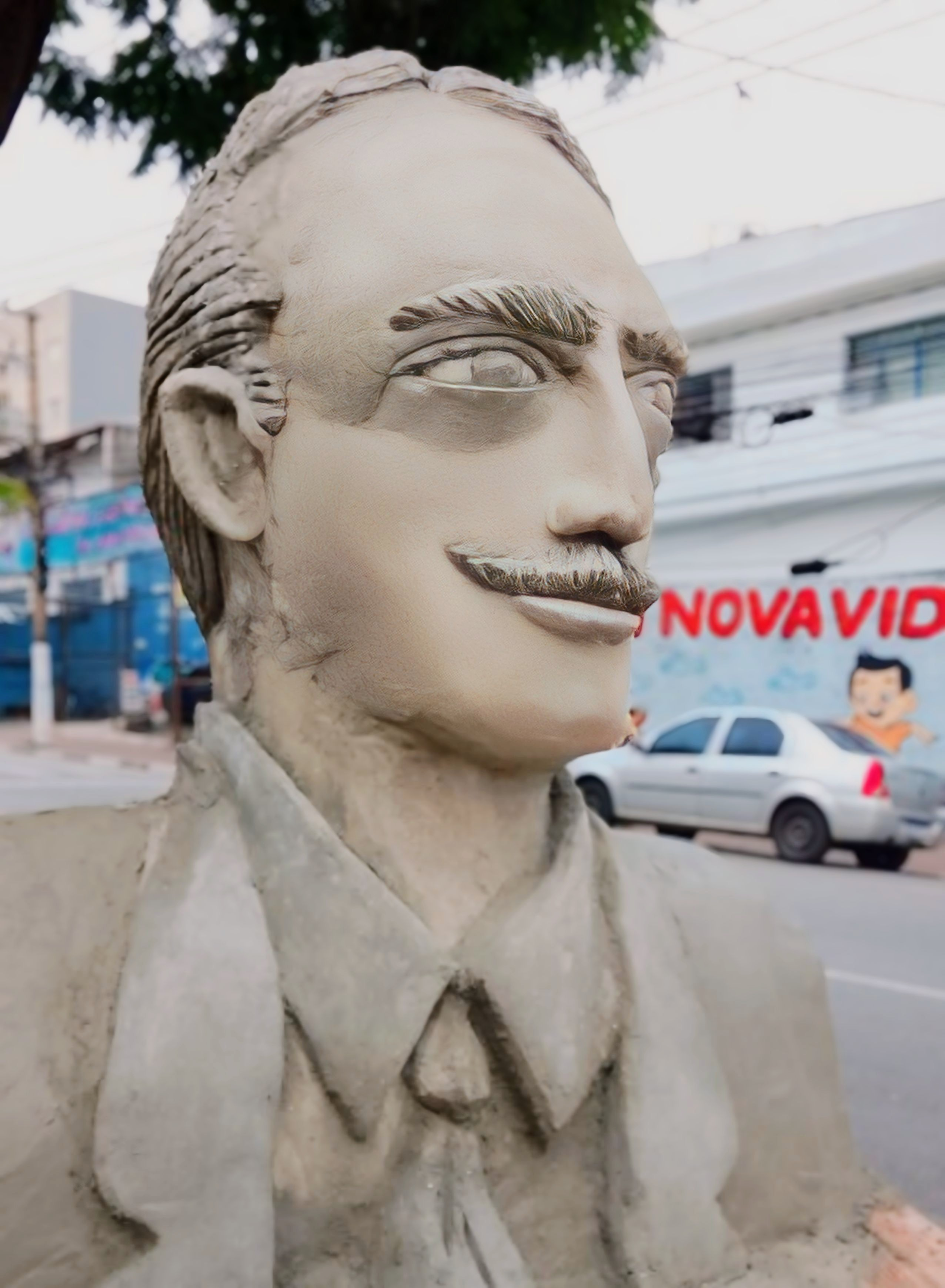
Monumento a José Ferraz de Vasconcelos.

O nome é homenagem ao engenheiro da Estrada de Ferro Central do Brasil, José Ferraz de Vasconcelos, mineiro, nascido em 1880. O engenheiro projetou a estação de trem da então Vila Romanópolis, motivo pelo qual foi homenageado. Naquele tempo era comum batizar estações com o nome do engenheiro que a projetou. Com os crescimento do município, a partir das décadas de 40 e 50, muitos moradores importantes da cidade começaram a comprar diversas passagens, para forçar a linha férrea a fazer paradas regulares na pequena estação.
Após o término das obras da estação, começou-se a discussão para definir o nome que deveria ser dado à estação. Seria dado de Romanópolis, mas foi decidido o nome de Ferraz de Vasconcelos, em homenagem póstuma ao Engenheiro da Estrada de Ferro Central do Brasil, que quando terminou a revolução, debilitado e doente, não resistiu e faleceu em São Paulo aos 44 anos de idade em 1924 . 
A exemplo do que aconteceu em diversos municípios, o nome da estação passou a ser o nome de um distrito de Poá, chamado distrito de Ferraz de Vasconcelos, após a emancipação de Mogi das Cruzes (Lei Estadual nº 233, de 24 de dezembro de 1948). Em 14 de outubro de 1953, pela Lei 2456, Ferraz de Vasconcelos se emancipou de Poá e foi elevada a categoria de município. O primeiro prefeito foi Helmuth Hermann Hans Louis Baxmann, eleito no dia 3 de outubro de 1954. Desde a década de 1960 os diversos sítios e fazendas que existiam na cidade foram loteados e ocupados rapidamente por pessoas que trabalhavam na fábrica de lixa, o que culminou no rápido crescimento da população.
Atualmente parte do patrimônio histórico e cultural da cidade, o prédio da fábrica de lixas Gotthard Kaesemodel, as "Lixas TATU" foi vendido para a construção do Burger King, até mesmo a criação de uvas, símbolo da cidade Ferraz de Vasconcelos, que foi uma das primeiras do Brasil a plantar a Uva Itália, de onde surgiu depois a Festa da Uva, também acabou, porque o local foi cedido para a construção do "Pátio Ferraz", complexo comercial com obras em andamento.. Não há na cidade nenhuma iniciativa de preservação dos patrimônios históricos do município; As únicas edificações da época do surgimento do município são, ou eram, a fábrica de lixas (parte vendida como mencionado anteriormente), o prédio da Estação Ferraz (que foi demolido para a construção de um novo prédio), o prédio do cinema, que foi demolido em 2005 para a construção de uma loja de móveis, da rede Marabraz e o antigo Seminário Bom Jesus, conhecido como Porta do Céu, demolido em 2013
Alguns fatos nos últimos anos fez que Ferraz de Vasconcelos, ganhasse momentânea notoriedade no Brasil. Em 2002 uma imagem em uma janela de uma casa na Rua Antonio Bernardino Corrêa, nº330, Jardim Juliana, periferia de Ferraz atraiu cerca de 200 mil pessoas por várias semanas. A imagem aparentava ser de uma santa, e foi tida como milagre, inclusive com pessoas relatando ter recebido curas. O apresentador Augusto Liberato e a cantora Elba Ramalho estão entre as pessoas que visitaram a casa de periferia; até ônibus foram fretados para trazer pessoas de outros estados. Uma perícia feita pelo Instituto de Pesquisas Energéticas e Nucleares, da Universidade de São Paulo, constatou que a imagem era uma mancha de sabão, que surgiu favorecida pelo calor da região. A casa permanece aberta até hoje, mas sem tantas visitas.
No dia 20 de dezembro de 2007 dois quadros, O Lavrador de Café de Cândido Portinari, uma das imagens mais populares da arte plástica brasileira, e O Retrato de Suzanne Bloch, um quadro raro da fase azul do espanhol Pablo Picasso foram roubados do Museu de Arte de São Paulo. 19 dias depois foram localizados e recuperados pela polícia em Ferraz. No dia 4 de junho de 2008 foi deflagrada a Operação Carta Branca, revelando o maior esquema de emissão de carteiras de motorista falsas da história do Detran de São Paulo. Médicos, donos de auto-escolas, funcionários da prefeitura de Ferraz de Vasconcelos, psicólogos e o delegado titular do município foram detidos. A quadrilha é acusada pelo Ministério Público de ter emitido carteiras de habilitação ideologicamente falsificadas e enviado para 8 estados do Brasil. O bando movimentou R$ 1,3 mi em 2 anos.

### Detalhes Históricos
Pelo Tanquinho passou as comitivas vindas da antiga capital do país, Rio de Janeiro. Dom Pedro I dormiu em uma casa no Tanquinho na noite do dia 23 de Agosto de 1822, em sua viagem para a cidade de São Paulo, onde no dia 7 de Setembro declarou à Independência do Brasil.
Godofredo Osório Novaes foi indicado para ser o primeiro chefe da estação Ferraz de Vasconcelos, que foi inaugurada no dia 29 de Julho de 1926, com a presença de autoridades, comerciantes e moradores do local. Em setembro de 1948 é inaugurado o cinema (demolido em 2005, atual Lojas Marabraz).

## Geografia

### Hidrografia
- Córrego Paredão
- Córrego Itaim
- Córrego Martinelli

### Letígio territorial
A cidade faz divisa com seis municípios e alguns bairros cortam quatro municípios vizinhos que, conturbadamente, brigam por seus limites territoriais, por não assumirem como parte da cidade, inclusive com a atual prefeitura de Ferraz de Vasconcelos que não cuida nem mesmo da sua parte, a exemplo a divisa com Guaianases..

## Demografia

### Dados demográficos
Dados do Censo - 2010
- População total: 170.947
  - Homens: 83.438
  - Mulheres: 87.509
- Densidade demográfica (hab./km²): 5.624,82
- Mortalidade infantil até 1 ano (por mil): 17,58
- Expectativa de vida (anos): 70,33
- Taxa de fecundidade (filhos por mulher): 2,40
- Taxa de alfabetização: 92,07%
- Índice de Desenvolvimento Humano (IDH-M): 0,738
- IDH-M Renda: 0,674
- IDH-M Longevidade: 0,755
- IDH-M Educação: 0,887[29]
- Esgoto tratado: 56%[30]

## Política e administração

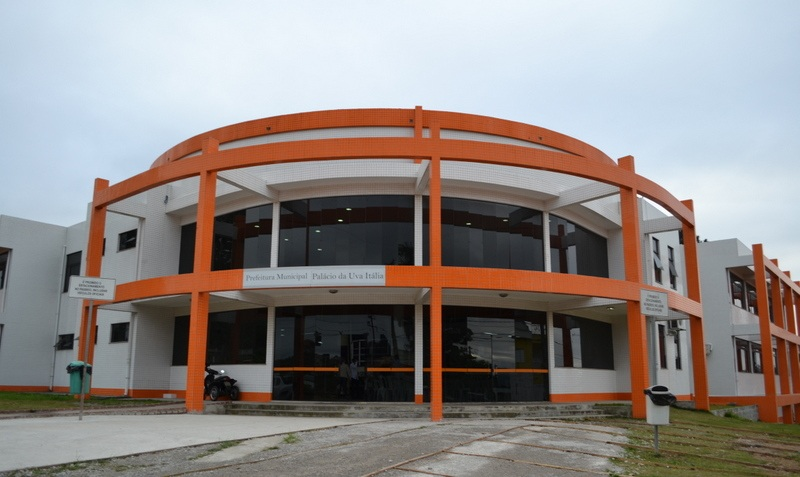
Palácio da Uva Itália - Prefeitura Municipal.

### Lista de ex-prefeitos
| nº | Nome                                    | Mandato     |
| 1  | Helmuth Hermann Hans Louis Baxmann      | 1955 a 1958 |
| 2  | Pedro Paulo Paulino                     | 1959 a 1962 |
| 3  | José Antônio Fares                      | 1963 a 1966 |
| 4  | Hugo Mazzuca                            | 1967 a 1969 |
| 5  | José Trevisani                          | 1970 a 1972 |
| 6  | Makoto Iguchi                           | 1973 a 1976 |
| 7  | Ângelo Castello                         | 1976 a 1982 |
| 8  | Makoto Iguchi                           | 1982 a 1988 |
| 9  | Ângelo Castello                         | 1989 a 1992 |
| 10 | José Carlos Fernandes Chacon            | 1993 a 1996 |
| 11 | Waldemar Marques de Oliveira Filho      | 1996 a 2000 |
| 12 | José Carlos Fernandes Chacon            | 2001 a 2004 |
| 13 | Jorge Abissamra                         | 2005 a 2012 |
| 14 | Acir dos Santos                         | 2013 a 2015 |
| —  | José Izidro Neto                        | 2015 a 2016 |
| 15 | José Carlos Fernandes Chacon            | 2017 a 2020 |
| 16 | Priscila Conceição Gambale Vieira Matos | 2021 a 2028 |

### Subdivisões

#### Bairros históricos
Tanquinho
Era a parada dos tropeiros que vinham da capital do império Rio de Janeiro rumo a São Paulo, não somente eles como também Bandeirantes caçadores e até Dom Pedro I. Este Bairro propicia a criação do município em  1953. Atualmente o Fórum Municipal e a igrejinha histórica do Bom Jesus, construída em 1880, estão situados no bairro.
Vila Romanópolis - Centro
O bairro surge devido à implantação da filial da fábrica de lixas Gotthard Kaesemodel, proprietária da marca "Lixas Tatu", sendo originalmente chamado de Parada da Vila Romanópolis, é a fábrica que atraí a construção da estação de trem. Atualmente o bairro concentra a sede administrativa do executivo, a Prefeitura Municipal, do legislativo, a Câmara Municipal, além do comércio concentrado na Avenida 15 de Novembro, e restaurantes fast food.
Parque Dourado
Desde a criação do bairro, as ruas homenageiam as mágicas criações do cartunista e empresário Walt Disney. As ruas foram batizadas em 1973, pelo então prefeito Makoto Iguchi, que era fã dos personagens de Walt Disney. Atualmente o distrito exibe as principais avenidas e ruas que interligam o bairro com outros pontos da cidade. Na estância está localizada a delegacia de policia de Ferraz de Vasconcelos, Ciretran - Circunscrição Regional de Trânsito, entre lojas, pizzarias, supermercados, postos de combustíveis, centros de formação de condutores, despachantes, restaurantes, outros negócios e empresas.
Vila Corrêa
Seu fundador, o português António Bernardino Corrêa, imigrou ainda jovem para o Brasil, morando em diversas regiões do País e depois se instalando no estado de São Paulo, onde passou a investir em terras no município de Ferraz de Vasconcelos, fundando assim o bairro, que desde 2003 conta com a presença do Hospital regional Doutor Osiris Florindo Coelho, que propiciou o crescimento diverso do comércio local, contrapondo com diversas residências.
Vila Santo Antônio
De acordo com o relato de munícipes o bairro surgiu em meados da década de 1950, e conta com a presença de indústrias e do comércio, contribuindo para a criação da área pastoral Santo Antônio, que irá elevar à condição de Matriz a igreja de quase trinta anos.
Parque São Francisco
Era o antigo Sítio das Ovelhas, o Parque São Francisco nasce em agosto de 1971, e desde então cresce rapidamente, o progresso do bairro ocorreu de forma rápida. Atualmente se situa no bairro a Estação Antônio Gianetti Neto, localizado com área até à divisa com Guaianases, o Conjunto Habitacional José Chacon Moriel CDHU, o Centro da Integração da Cidadania (CIC), que oferece serviços similares ao Poupatempo do governo do estado de São Paulo.

### Cidade-irmã
- Iijima-machi (em japonês: 飯島), Japão - Lei nº 903/75, de 1 abril de 1975.[32][33]

Para homenagear a cidade co-irmã, Ferraz de Vasconcelos conta com uma rua e uma escola estadual com o nome Iijima. A cidade japonesa conta com uma rua chamada Ferraz.

## Economia
A primeira empresa do município foi a indústria Gothard Kaesemodel, também conhecida como "Lixas Tatu". A empresa continua em atividade até hoje.
A Avenida XV de Novembro, hoje transformada em calçadão, é a principal rua de comércios da cidade. A seguir, vem a Avenida Brasil, que ao longo de quase toda sua extensão é repleta de comércio dos mais variados tipos. É nessas duas ruas que se encontram a quase totalidade das agências bancárias do município, além de comércios como óticas, lojas de roupas e sapatos, supermercados, lanchonetes e outros.

### Indústria e comércio
As empresas mais notórias de Ferraz de Vasconcelos são a Rotoplas Brasil Rotomoldagem, Bognar Metais, Grupo Delga especializada na estamparia, montagem de conjuntos e subconjuntos soldados e carrocerias completas, Luckspuma fabricante de colchões, a alimentícia Hikari, Brinquedos Bandeirante, a Agassete fabricante de embalagens, Wolpac fabricante de controles de acesso, Baxmann e Ortopedia Jaguaribe ambas metalúrgicas, Muriel Brasil Indústria Cosméticos, Perflex Metais, GK abrasivos fabricante de lixas, Cordeiro Cabos Elétricos e a Shimano indústria e comércio de peças para bicicletas. Dentre os comércios de maiores destaques estão Casas Pernabucanas, Lojas Marisa, Casas Bahia, Magazine Luiza, Lojas Cem, Restaurantes Habibs, MC Donalds, Burguer King, as redes atacadistas Tenda, Atacadão e Hipermercado Shibata.
Destacamos também como umas das empresas mais antigas de Ferraz de Vasconcelos, a Indústria Eletro Mecânica ELMEBRA Ltda, fundada em 1954 por imigrantes alemães, em operação até os dias atuais, é especializada em Usinagem de Alta Precisão. 

## Infraestrutura

### Transportes

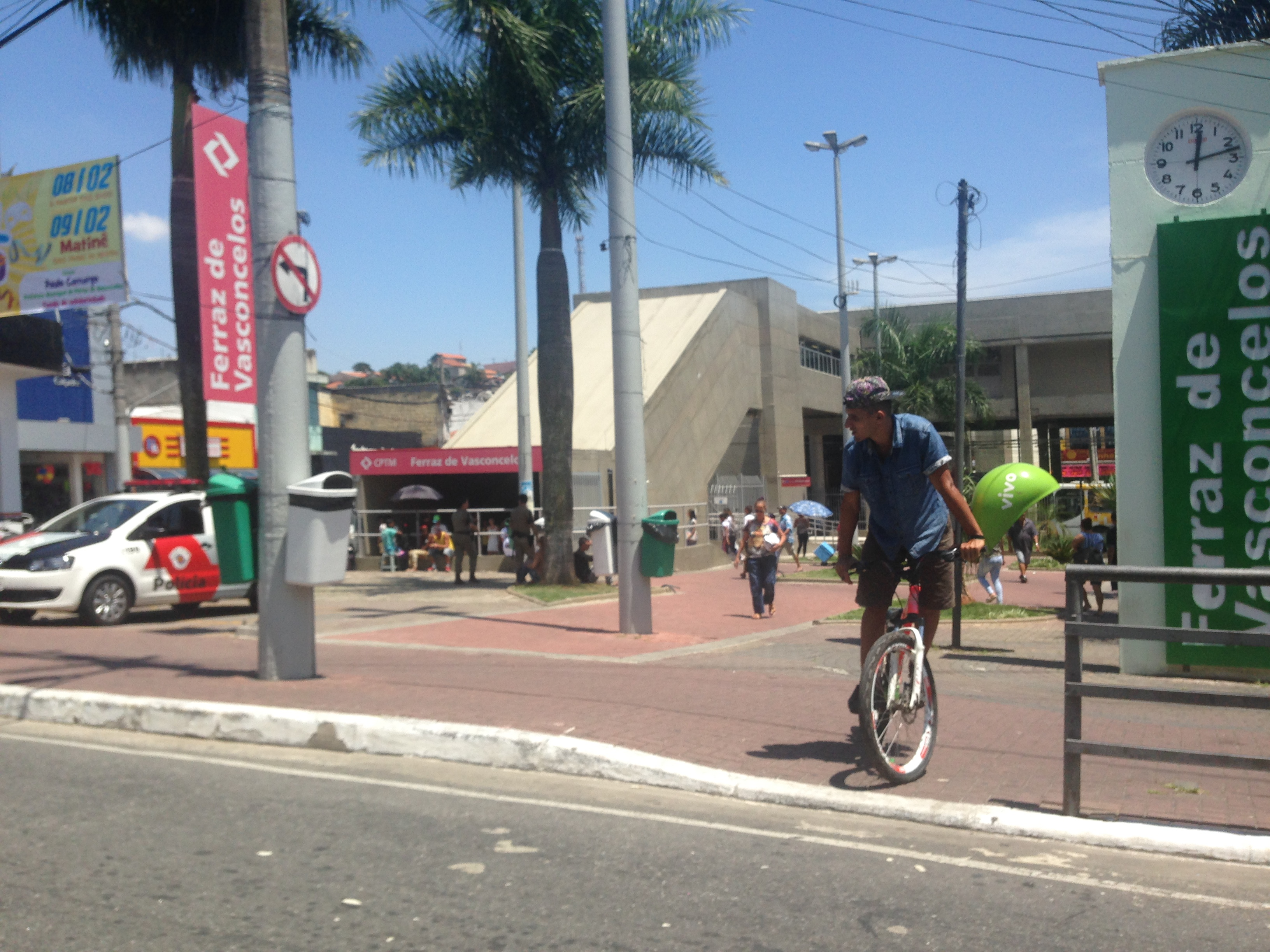
Fachada da estação de trem da cidade vista da Avenida Brasil.

O município é servido pelos trens da linha 11 Coral da CPTM, possuindo duas estações (Ferraz de Vasconcelos e Antônio Gianetti Neto). Os ônibus municipais são operados pela empresa Alto Tietê Transportes (ATT) e os ônibus intermunicipais operados pelo Consórcio Unileste e gerenciados pela EMTU, destacando a linha operada com destino ao Terminal Rodoviário Tietê. Além disso, há uma linha rodoviária gerenciada pela ARTESP e operada pela Viação Piracicabana que liga Ferraz a Bertioga, Boraceia, Boiçucanga e São Sebastião. Portanto, Ferraz de Vasconcelos é ligado por ônibus aos seguintes municípios:
- São Paulo
- Poá
- Itaquaquecetuba
- Suzano
- Mogi das Cruzes
- Bertioga
- São Sebastião

### Principais vias
- Avenida Brasil - Principal via de Ferraz de Vasconcelos, que liga o município de Poá até a Vila Romanópolis, passando pelo centro da cidade;
- Avenida Governador Jânio Quadros - Continuação da Avenida Brasil, que leva até a divisa de Ferraz de Vasconcelos com São Paulo no bairro de Guaianases, passando pelo Parque São Francisco e Estação Antônio Gianetti Neto;
- Avenida XV de Novembro - Principal via comercial de Ferraz de Vasconcelos, onde possui grande parte das lojas, com parte.do tráfego de veículos proibido, em razão da construção do calcadão, que melhorou o comércio local com boa infraestrutura;
- Avenida Dom Pedro II - Avenida que liga o centro da cidade a zona rural do município no bairro do Cambiri. Na via está localizada a Câmara Municipal de Ferraz de Vasconcelos;
- Avenida Tancredo de Almeida Neves - Avenida que, junto com a Rua 13 de Maio, conecta o centro da cidade ao distrito de Itaim Paulista em São Paulo. Concentra várias indústrias ao decorrer dela;
- Estrada dos Bandeirantes - Via que liga Ferraz de Vasconcelos ao bairro de Lajeado.
- Avenida Stella Mazzucca - Avenida que faz a conexão da Cidade Kemel com a Vila Santa Margarida. Importante centro comercial entre os moradores do local.

### Saúde

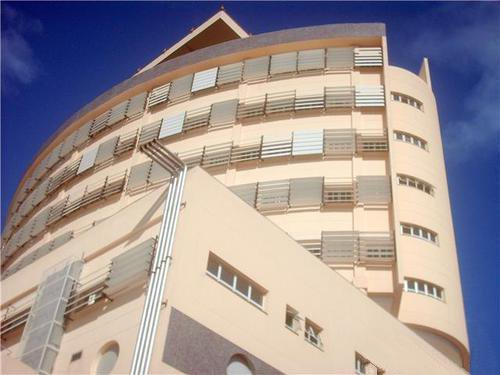
Hospital Regional Dr. Osiris Florindo Coelho.

O Hospital Regional Doutor Osíris Florindo Coelho, conhecido como Hospital Regional, administrado pelo governo do Estado de São Paulo é o principal equipamento de saúde do município, atendendo não apenas os moradores da cidade, mas também de toda a região.
Postos de Saúde
A cidade conta com as seguintes Unidades de Saúde: 
Centros de Saúde
- Centro de Saúde II (Centro)
- Centro de Saúde Especializado (Centro)

Unidades Básicas de Saúde (UBS)
- UBS Mario Squizato (Bela Vista)
- UBS Bela Vista (Bela Vista)
- UBS Lucas Simplicio Deliesposti (Jardim Castelo)
- UBS Mario M Silva F Vasconcelos (Centro)
- UBS Jardim Castelo (Jardim Castelo)
- UBS Vila Santa Margarida (Vila Santa Margarida)
- UBS Dr. Geraldo Jose Rodrigues Alckmin (Jardim Yone)
- UBS Santo Antonio (Santo Antonio)
- UBS Vila Jamil (Vila Jamil)
- UBS Antonio Nhan (Parque São Paulo)
- UBS Jd Sao Lazaro (Jd Sao Lazaro)
- UBS Vila Sao Paulo (Vila Sao Paulo)
- UBS CDHU (Residencial Nova Ferraz)
- UBS Jardim Rosana (Jardim Rosana)
- UBS Nova Esperança (Nova Esperança)
- UBS Jardim das Margaridas (Jardim das Margaridas)

### Educação
A cidade oferece algumas instituições de ensino, como creches, escolas de educação infantil (EMEI), escolas de ensino fundamental tanto municipais quanto estaduais, escolas estaduais de ensino médio, Etec Ferraz de Vasconcelos e Fatec de Ferraz de Vasconcelos, com notório crescimento de escolas particulares.
São as seguintes Escolas Municipais  de Educação Básica que atendem ao Fundamental I:
- Abílio Secundino Leite - Jardim TV.
- Alfredo Froes Neto Dr. - Vila Santo Antônio.
- Ângelo Castello Pref. - Jardim Castelo.
- Antonio Bernadino Corrêa - Vila Correa.
- Antonio Schiavinati - Vila São Paulo.
- Diocésio de Menezes Prof. - Núcleo Itaim.
- Joracy Cruz Dr. - Jardim Freire.
- José Sebastião - Cambori.
- Luciano Poletti - Jardim São Luiz.
- Maria Andena Costa - Vila Andeyara.
- Maria da Glória Dias Horvath - Jardim São João.
- Maria Margarida Abreu Figueiredo - Vila Margarida.
- Myriam Penteado R. Alckimin - Jardim Castelo Branco.
- Nurimar Martins Hiar - Jardim Itajuíbe.
- Ruy Coelho Prof. - Jardim São Giovanni.
- Sara Tineue - Parque Dourado.
- Thomaz Rodrigues Alckmin - Núcleo Itaim.

O município conta com três Escolas Municipais de Educação Básica que atendem o Fundamental II, sendo elas:
- Helmuth Hermann Hans Louis Baxmann Pref. - Parque São Francisco.
- Maria Ines Camilo Batista Gurgel Profa. (Antigo Ediforp I) - Núcleo Itaim.
- Primorosa Jorge do Nascimento Profa. (Antigo Ediforp II) - Vila Santo Antônio.

### Comunicações
O sistema de telefones automáticos foi inaugurado na cidade em 1974 pela Telecomunicações de São Paulo (TELESP). Logo após o sistema telefônico passou a ser administrado e operado pela sua subsidiária Companhia Telefônica da Borda do Campo (CTBC), que implantou em 1976 o sistema de discagem direta à distância (DDD) com o código de área (011). Anteriormente a cidade era atendida pela Companhia Telefônica Brasileira (CTB).

## Cultura e lazer

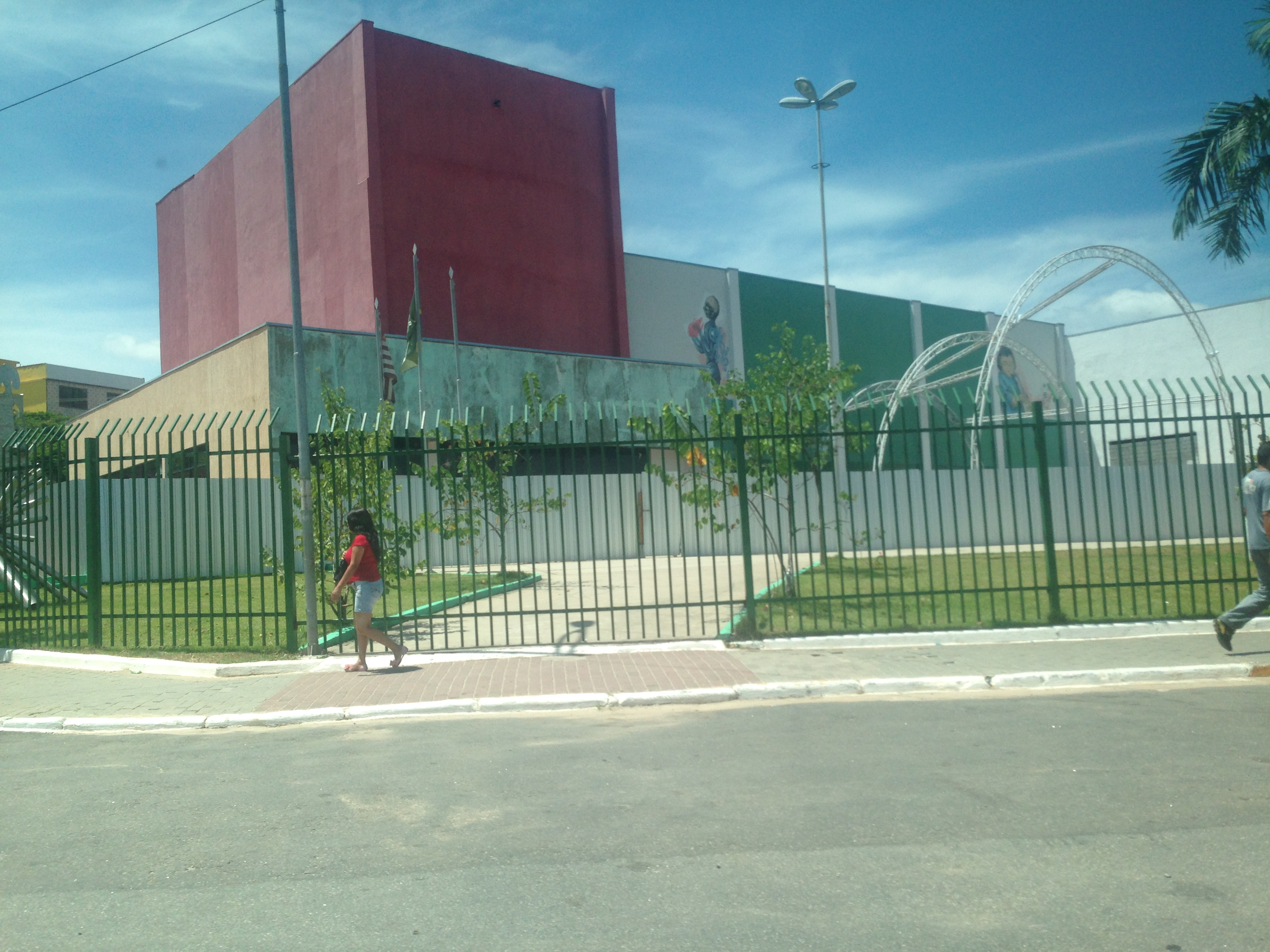
Centro de Convenções.

No antigo bairro do Jardim Prosperidade, um casal de imigrantes alemães fugindo da segunda guerra mundial escolheram a cidade para escapar da guerra.
Construíram um casarão no bairro, que foi apelidado de "castelinho", tornando-se um dos principais pontos de referência da cidade, fazendo o bairro mudar de nome para Jardim Castelo.
Atualmente este edifício, de potencial turístico-cultural, sofre com o abandono da prefeitura.

## Ferrazenses ilustres
- Edmilson Carlos Abel - ex-futebolista
- Damiris Dantas do Amaral - jogadora de basquetebol
- Ricardo Blat - ator

## Religião
O Cristianismo se faz presente na cidade da seguinte forma:

### Igreja Católica
- A igreja faz parte da Diocese de Mogi das Cruzes.[48]

### Igrejas Evangélicas
Entre as igrejas protestantes históricas, pentecostais e neopentecostais, encontram-se na cidade:
- Assembleia de Deus Ministério do Belém.[51][52]
- Congregação Cristã no Brasil.[53]